# Saint-Loup-des-Bois
Pour les articles homonymes, voir Saint-Loup.
Saint-Loup-des-Bois (appelée Saint-Loup jusqu'en décembre 2021) est une commune française située dans le département de la Nièvre, en région Bourgogne-Franche-Comté.

## Géographie

### Climat
Pour des articles plus généraux, voir Climat de la Bourgogne-Franche-Comté et Climat de la Nièvre.
En 2010, le climat de la commune est de type climat océanique dégradé des plaines du Centre et du Nord, selon une étude du Centre national de la recherche scientifique s'appuyant sur une série de données couvrant la période 1971-2000. En 2020, Météo-France publie une typologie des climats de la France métropolitaine dans laquelle la commune est exposée à un climat océanique altéré et est dans la région climatique Centre et contreforts nord du Massif Central, caractérisée par un air sec en été et un bon ensoleillement.
Pour la période 1971-2000, la température annuelle moyenne est de 11 °C, avec une amplitude thermique annuelle de 16 °C. Le cumul annuel moyen de précipitations est de 822 mm, avec 11,8 jours de précipitations en janvier et 7,7 jours en juillet. Pour la période 1991-2020, la température moyenne annuelle observée sur la station météorologique de Météo-France la plus proche, « Léré », sur la commune de Léré à 10 km à vol d'oiseau, est de 11,6 °C et le cumul annuel moyen de précipitations est de 710,5 mm. 
La température maximale relevée sur cette station est de 41,9 °C, atteinte le 25 juillet 2019 ; la température minimale est de −13,3 °C, atteinte le 9 février 2012,,.
Les paramètres climatiques de la commune ont été estimés pour le milieu du siècle (2041-2070) selon différents scénarios d'émission de gaz à effet de serre à partir des nouvelles projections climatiques de référence DRIAS-2020. Ils sont consultables sur un site dédié publié par Météo-France en novembre 2022.

## Urbanisme

### Typologie
Au 1er janvier 2024, Saint-Loup-des-Bois est catégorisée commune rurale à habitat dispersé, selon la nouvelle grille communale de densité à sept niveaux définie par l'Insee en 2022.
Elle est située hors unité urbaine. Par ailleurs la commune fait partie de l'aire d'attraction de Cosne-Cours-sur-Loire, dont elle est une commune de la couronne,. Cette aire, qui regroupe 30 communes, est catégorisée dans les aires de moins de 50 000 habitants,.

### Occupation des sols

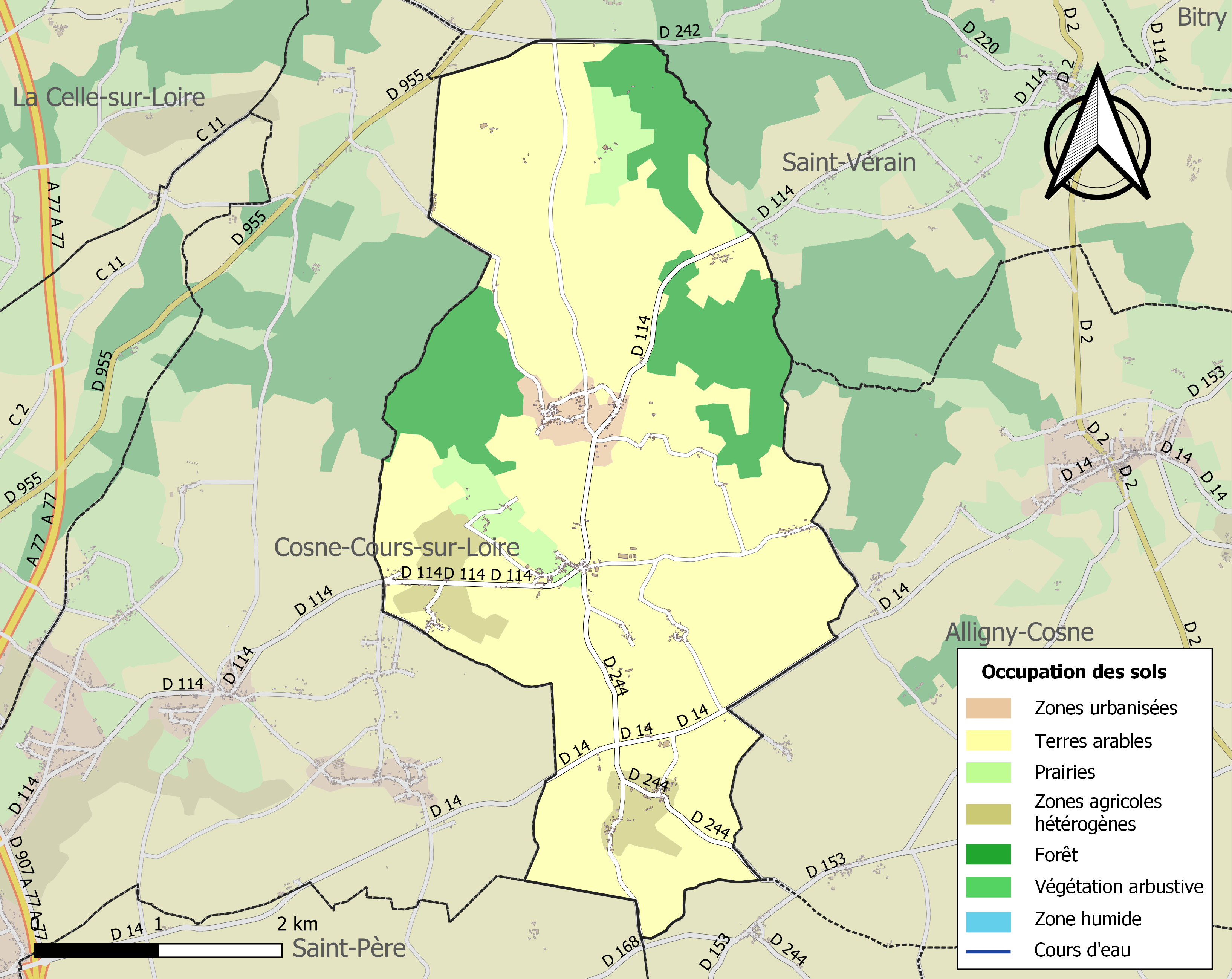
Carte des infrastructures et de l'occupation des sols de la commune en 2018 (CLC).

L'occupation des sols de la commune, telle qu'elle ressort de la base de données européenne d’occupation biophysique des sols Corine Land Cover (CLC), est marquée par l'importance des territoires agricoles (81,9 % en 2018), une proportion identique à celle de 1990 (81,9 %). La répartition détaillée en 2018 est la suivante : terres arables (73,1 %), forêts (16 %), zones agricoles hétérogènes (4,5 %), prairies (4,2 %), zones urbanisées (2,1 %).
L'IGN met par ailleurs à disposition un outil en ligne permettant de comparer l’évolution dans le temps de l’occupation des sols de la commune (ou de territoires à des échelles différentes). Plusieurs époques sont accessibles sous forme de cartes ou photos aériennes : la carte de Cassini (XVIIIe siècle), la carte d'état-major (1820-1866) et la période actuelle (1950 à aujourd'hui).

### Voies de communication et transports
Jusqu'à la Seconde Guerre mondiale, la ville était desservie par une ligne de chemin de fer à voie métrique appelé « le Tacot » et appartenant au réseau de la Nièvre de la Société générale des chemins de fer économiques. Les locomotives étaient construites par Corpet-Louvet. Le train servait notamment à acheminer les poteries de Saint-Amand vers la gare de Cosne-sur-Loire (elles y étaient alors transbordées vers d'autres wagons à voie normale) et serpentait à travers la campagne via Saint-Vérain (la gare se trouve toujours là, au bout de la rue de la Gare), Saint-Loup. La faible rentabilité du transport voyageur et les 55 passages à niveau non protégés ont conduit au démontage intégral de cette ligne dont l'ouvrage le plus impressionnant était le viaduc métallique de Cosne-sur-Loire.

## Toponymie
La municipalité utilisait le nom Saint-Loup-des-Bois, pour se distinguer des autres communes portant le nom de Saint-Loup avant de changer officiellement de nom en décembre 2021.

## Politique et administration

### Élections municipales et communautaires

#### Liste des maires
| Période                                  | Période                  | Identité         | Étiquette | Qualité |
| ---------------------------------------- | ------------------------ | ---------------- | --------- | ------- |
| Les données manquantes sont à compléter. |                          |                  |           |         |
| 1977                                     | 1989                     | Hubert Vergneaux |           |         |
| mars 2001                                | mars 2008                | Claude Bernot    |           |         |
| mars 2008                                | mars 2014                | Alain Asselin    |           |         |
| mars 2014                                | En cours (au avril 2014) | Brigitte Galopin |           |         |

## Équipements et services publics
→ Conseils pour la rédaction de cette section.

## Population et société

### Démographie
L'évolution du nombre d'habitants est connue à travers les recensements de la population effectués dans la commune depuis 1793. Pour les communes de moins de 10 000 habitants, une enquête de recensement portant sur toute la population est réalisée tous les cinq ans, les populations de référence des années intermédiaires étant quant à elles estimées par interpolation ou extrapolation. Pour la commune, le premier recensement exhaustif entrant dans le cadre du nouveau dispositif a été réalisé en 2007.

En 2022, la commune comptait 463 habitants, en évolution de −3,14 % par rapport à 2016 (Nièvre : −3,28 %, France hors Mayotte : +2,11 %).
| 1793 | 1800 | 1806 | 1821 | 1831 | 1836 | 1841 | 1846 | 1851 |
| ---- | ---- | ---- | ---- | ---- | ---- | ---- | ---- | ---- |
| 754  | 640  | 669  | 730  | 755  | 767  | 737  | 800  | 860  |

| 1856 | 1861 | 1866 | 1872 | 1876 | 1881 | 1886 | 1891 | 1896 |
| ---- | ---- | ---- | ---- | ---- | ---- | ---- | ---- | ---- |
| 876  | 875  | 900  | 892  | 896  | 921  | 946  | 952  | 853  |

| 1901 | 1906 | 1911 | 1921 | 1926 | 1931 | 1936 | 1946 | 1954 |
| ---- | ---- | ---- | ---- | ---- | ---- | ---- | ---- | ---- |
| 789  | 772  | 755  | 678  | 616  | 570  | 551  | 519  | 468  |

| 1962 | 1968 | 1975 | 1982 | 1990 | 1999 | 2006 | 2007 | 2012 |
| ---- | ---- | ---- | ---- | ---- | ---- | ---- | ---- | ---- |
| 455  | 443  | 404  | 430  | 448  | 440  | 453  | 455  | 490  |

| 2017 | 2022 | - | - | - | - | - | - | - |
| ---- | ---- | - | - | - | - | - | - | - |
| 468  | 463  | - | - | - | - | - | - | - |

## Économie
→ Conseils pour la rédaction de cette section.

## Culture locale et patrimoine

### Lieux et monuments

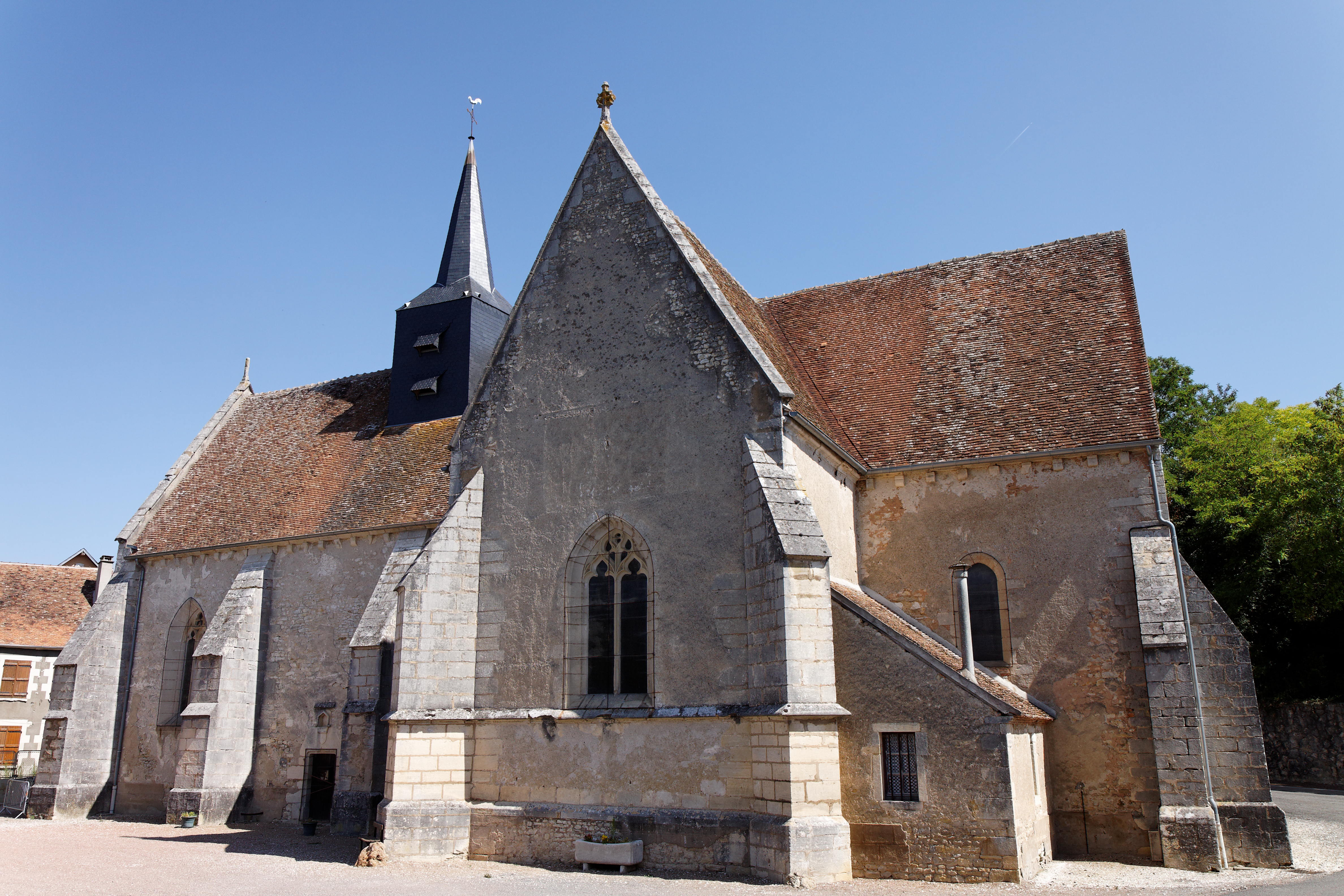
L'église de Saint-Loup-des-Bois.

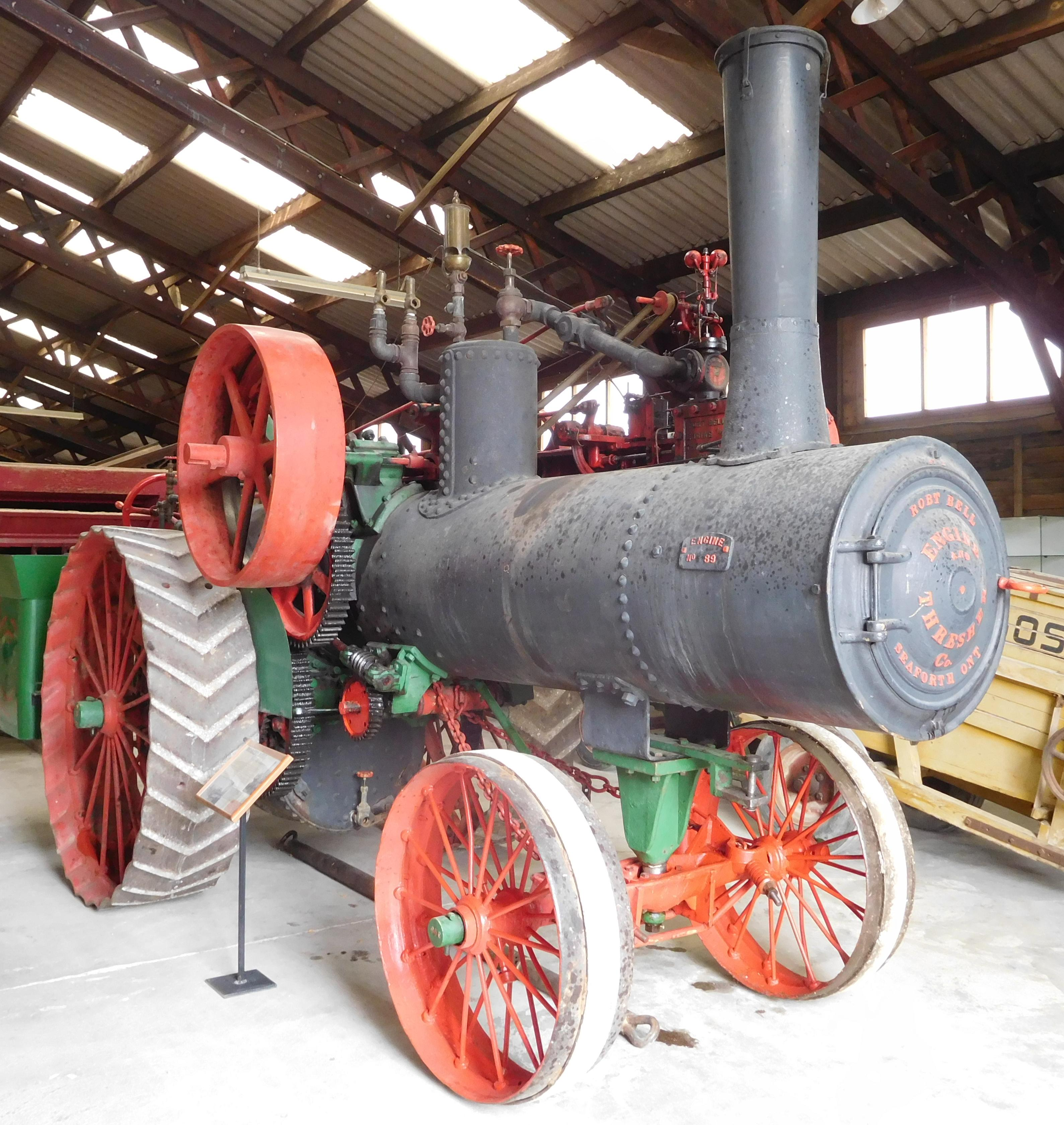
Tracteur à vapeur Robert Bell Engine & Thresher Co. de 1911.

- Abbaye Sainte-Marie de Villegondon.
- Le Musée de la Machine agricole et de la Ruralité[19],[20], animé par une équipe de bénévoles et rassemblant une collection de plus de 150 machines agricoles en état de fonctionnement.

### Personnalités liées à la commune
- Antonin Chorain, né à Marlhes (Loire) le 5 janvier 1875, mort le 12 février 1954 à Saint-Loup, dont il fut le curé pendant trente-cinq années.